# Gudrun Gottschlich
Gudrun Gottschlich (* 23. Mai 1970) ist eine ehemalige deutsche Fußballspielerin.

## Karriere

### Vereine
Aus der Jugend des VfL Sindelfingen hervorgegangen, wurde Gottschlich zur Saison 1988/89 vom KBC Duisburg verpflichtet, für den sie in der Regionalliga West als Stürmerin Punktspiele bestritt. Als Viertplatzierter nahm sie mit ihrer Mannschaft erstmals an der Deutschen Meisterschaft 1989 teil und unterlag dem FSV Frankfurt im Viertelfinale – nach Hin- und Rückspiel – mit 1:7 und im Wettbewerb um den DFB-Pokal ereilte die Mannschaft das Aus im Viertelfinal-Wiederholungsspiel gegen die SSG 09 Bergisch Gladbach mit 5:6 im Elfmeterschießen, wie auch mit 2:5 im Achtelfinale in der Meisterschaft. In der Folgesaison scheiterte der Verein bereits im Pokal-Achtelfinale mit 3:5 am FSV Frankfurt und als Fünftplatzierter der Regionalliga West qualifizierte sich ihr Verein für die seinerzeit zweigleisige Bundesliga die in der Gruppe Nord als Zweitplatzierter beendet wurde. Das Meisterschafts-Halbfinale wurde mit 2:8 gegen den FSV Frankfurt verloren. In ihrer letzten Saison reichte es in der Gruppe Nord nur zu Platz sechs, im Pokal-Wettbewerb nur bis zur 1. Runde.
Nach Sindelfingen zurückgekehrt, belegte sie mit dem VfL Sindelfingen am Saisonende 1992/93 Platz fünf in der Gruppe Süd, im Pokal-Wettbewerb unterlag man dem VfB Rheine mit 3:4 im Elfmeterschießen.
Von 1993 bis 1997 spielte sie für Grün-Weiß Brauweiler. Mit ihrem Verein erreichte sie am Saisonende gleich zweimal ein Finale; Am 14. Mai 1994 wurde der TSV Siegen mit 2:1 im Olympiastadion Berlin bezwungen, der sich am 19. Juni 1994 in Pulheim im Meisterschaftsfinale mit 1:0 revanchierte.
Auch in ihrer letzten Saison erreichte sie mit Grün-Weiß Brauweiler beide Finalspiele; am 14. Juni 1997 wurde der FC Eintracht Rheine im Olympiastadion Berlin mit 3:1 besiegt und der DFB-Pokal ein zweites Mal gewonnen, wie auch die Meisterschaft am 8. Juni 1997 im Duisburger Stadtteil Homberg mit dem 5:3 im Elfmeterschießen gegen den FC Rumeln-Kaldenhausen.

### Nationalmannschaft
Gottschlich bestritt für die A-Nationalmannschaft 33 Länderspiele, für die sie am 10. Mai 1989 in Osnabrück beim 1:0-Sieg im Testspiel gegen die Nationalmannschaft Dänemarks mit Einwechslung für Petra Bartelmann ab der 58. Minute debütierte. Sie bestritt fünf EM-Qualifikationsspiele, wobei das am 2. Mai 1996 in der Gruppe 1 bei der 1:3-Niederlage gegen die Nationalmannschaft Norwegens, ihr letzter Einsatz als Nationalspielerin gewesen ist. Des Weiteren nahm sie an der vom 10. bis 14. Juni 1991 in Dänemark und an der vom 29. Juni bis 4. Juli 1993 in Italien ausgetragenen Europameisterschaft sowie an der erstmals ausgetragenen Weltmeisterschaft 1991 in China teil. Im ersten Spiel der Gruppe C beim 4:0-Sieg über die Nationalmannschaft Nigerias gelang ihr mit dem Treffer zum Endstand in der 57. Minute ihr erstes Länderspieltor.

## Erfolge
Nationalmannschaft
- Vierter der Weltmeisterschaft 1991
- Europameister 1991, Vierter 1993

Grün-Weiß Brauweiler
- Deutscher Meister 1997, -Finalist 1994
- DFB-Pokal-Sieger 1994, 1997
- DFB-Supercup-Sieger 1994, 1997